# اسماعیل خان فرخی
اسماعیل خان فرخی، عکاس ایرانی (۱۲۸۷ شاهین دژ - ۱۳۵۳ بوکان) در دورهٔ پهلوی بود. بیشتر آثار او مربوط تصاویری قدیمی از شهرهای بوکان و سقز است. خانوادهٔ اسماعیل فرخی در سن کودکی او به شهر بوکان مهاجرت کردند.
هنر عکاسی از سال‌های ابتدای زندگی او و از هنگامی که وارد خانوادهٔ پدر بزرگش فرخ‌خان منصورالممالک شد، آغاز شده‌است. فرخی در سال ۱۳۴۰ در سقز مغازه‌ای عکاسی دایر و در آنجا اقامت کرده بود. مدتی در تبریز زندانی شده بود و آرشیو آثارش ضبط و وضعیت آن‌ها در ابهام قرار دارد.
اسماعیل‌خان فرخی در سال ۱۳۵۳ در سن ۶۶ سالگی در شهر بوکان درگذشت.